# Катастрофа на авиашоу в Далласе
12 ноября 2022 года два самолёта времён Второй мировой войны, B-17 Flying Fortress и Bell P-63 Kingcobra, столкнулись в воздухе и разбились во время авиашоу Wings Over Dallas в аэропорту Даллас Экзекьютив в Далласе, штат Техас. Столкновение произошло около 13:25 по местному времени. Авиашоу, приуроченное к празднованию Дня ветеранов, было организовано Памятными ВВС.
Оба самолёта полностью разрушились. Официальные лица сообщили, что экипаж B-17 состоял из пяти человек, в кабине P-63 был один человек. Все 6 членов экипажа в обоих самолётах погибли. FAA и NTSB начали расследование аварии.

## Крушение
Согласно показаниям свидетелей и видео, размещённым в социальных сетях, P-63F выполнял высокоскоростной разворот на взлётно-посадочную полосу, теряя высоту. Он столкнулся с B-17 в левой задней части сверху, оторвав фюзеляж B-17 от точки сразу за его крыльями. Оба самолёта развалились на части и через несколько секунд упали на землю, загоревшись.

## Самолёты
Потерпевший крушение B-17 назывался Texas Raiders, и был построен фирмой Douglas-Long Beach B-17G-95-DL с регистрационным номером N7227C. Поступил на вооружение в 1945 году. Это был один из немногих уцелевших самолётов B-17 Flying Fortress, которые остались годными к полётам. Второй задействованный самолёт был идентифицирован как P-63F-1-BE Kingcobra с регистрационным номером N6763, который впервые поступил на вооружение в 1946 году и эксплуатировался Авиационным музеем American Airpower Heritage.